# Божо Љумовић
Божо Љумовић (Вирпазар, 6. јануар 1896 — Титоград,  30. август 1986), црногорски политичар, учесник Балканских, Првог и Другог светског рата; био члан ЦК КПЈ, али је 1948. прихватио Резолуцију Информбироа и био заточен на Голом отоку.

## Биографија
Рођен је 6. јануара 1896. године у Вирпазару. Учесник је Балканских и Првог светског рата. После капитулације Црногорске војске, 1916. године, отишао је у Рим. Као стипендиста црногорске владе, боравио је најпре у Риму, до краја 1917. године, а потом и одлази у Француску. 
Почетком 1919. године се вратио у Црну Гору. Завршио је Економски институт у Италији, а у међуратном периоду је радио као приватни намјештеник. Члан Комунистичке партије Југославије је од њеног оснивања априла 1919. године. Један је од чланова првих партијских руководстава у Црној Гори, био је: заменик Обласног комитета КПЈ за Црну Гору, а касније члан и секретар Покрајинског комитета КПЈ за Црну Гору, Боку, Санџак и Косово и Метохију. Хапшен је и прогањан више пута, а једном приликом је и емигрирао у Албанију. На Петој земаљској конференцији КПЈ изабран је за члана Централног комитета.
Као члан највишег партијског руководства у Црној Гори и ЦК КПЈ, био је један од организатора Тринаестојулског устанка 1941. године. Био је члан Главног штаба НОП одреда Црне Горе и политички секретар ПК КПЈ за Црну Гору и Боку, али је са обе функције смењен половином 1942. године. На Острошкој скупштини, одржаној фебруара 1942. године, изабран је за члана Извршног одбора Главног Народноослободилачког одброра Црне Горе и Боке. Новембра 1943. године изабран је за потпредседника ЗАВНО Црне Горе и Боке, а јула 1944. за потпредсединика Црногорске антифашистичке скупштине народног ослобођења. 
Првих година после ослобођења био је амбасадор ФНРЈ у НР Пољској, потпредседник владе НР Црне Горе и члан Покрајинског комитета КПЈ за Црну Гору. После доношења Резолуције Информбироа, јуна 1948. године, прихватио је Резолуцију и отворено стао на страну Совјетског Савеза, због чега је искључен из ЦК КПЈ. Најпре је био држан у кућном притвору, а затим је, у августу 1948, пребачен у београдски затвор Главњачу, где је провео две и по године у самици. Децембра 1950. године пребачен је на Голи оток. 
У периоду од априла 1953. до краја 1956. године био је у интернацији у Перасту. Поново је ухапшен крајем 1958. године и провео је две године на острву Свети Гргур. По изласку из затвора живео је као пензионер у Титограду, где је и умро 1986. године.